# Oxyanthus
Genre
Oxyanthus est un genre de plantes de la famille des Rubiaceae.

## Liste des espèces et sous-espèces
Selon Catalogue of Life (1 septembre 2017) :
- Oxyanthus barensis K.Krause
- Oxyanthus biflorus J.E.Burrows & S.M.Burrows
- Oxyanthus bremekampii Cavaco
- Oxyanthus brevicaulis K.Krause
- Oxyanthus dubius De Wild.
- Oxyanthus formosus Hook.f.
- Oxyanthus goetzei K.Schum.
- Oxyanthus gracilis Hiern
- Oxyanthus haerdii Bridson
- Oxyanthus latifolius Sond.
- Oxyanthus laxiflorus K.Schum. ex Hutch. & Dalziel
- Oxyanthus ledermannii K.Krause
- Oxyanthus lepidus S.Moore
- Oxyanthus letouzeyanus Sonké
- Oxyanthus mayumbensis R.D.Good
- Oxyanthus montanus Sonké
- Oxyanthus nangensis K.Krause
- Oxyanthus okuensis Cheek & Sonké
- Oxyanthus oliganthus K.Schum.
- Oxyanthus pallidus Hiern
- Oxyanthus pulcher K.Schum.
- Oxyanthus pyriformis (Hochst.) Skeels
- Oxyanthus querimbensis Klotzsch
- Oxyanthus racemosus (Schumach. & Thonn.) Keay
- Oxyanthus robbrechtianus Sonké
- Oxyanthus schumannianus De Wild. & T.Durand
- Oxyanthus setosus Keay
- Oxyanthus smithii Hiern
- Oxyanthus speciosus DC.
- Oxyanthus subpunctatus (Hiern) Keay
- Oxyanthus troupinii Bridson
- Oxyanthus tubiflorus (Andr.) DC.
- Oxyanthus ugandensis Bridson
- Oxyanthus unilocularis Hiern
- Oxyanthus zanguebaricus (Hiern) Bridson

Selon GRIN (1 septembre 2017) :
- Oxyanthus pyriformis (Hochst.) Skeels

Selon NCBI (1 septembre 2017) :
- Oxyanthus formosus
- Oxyanthus goetzei
  - sous-espèce Oxyanthus goetzei subsp goetzei
- Oxyanthus latifolius
- Oxyanthus laxiflorus
- Oxyanthus pyriformis
- Oxyanthus racemosa
- Oxyanthus speciosus
  - sous-espèce Oxyanthus speciosus subsp. stenocarpus
- Oxyanthus troupinii
- Oxyanthus unilocularis

Selon The Plant List (1 septembre 2017) :
- Oxyanthus barensis K.Krause
- Oxyanthus bremekampii Cavaco
- Oxyanthus brevicaulis K.Krause
- Oxyanthus dubius De Wild.
- Oxyanthus formosus Hook.f.
- Oxyanthus goetzei K.Schum.
- Oxyanthus gracilis Hiern
- Oxyanthus haerdii Bridson
- Oxyanthus latifolius Sond.
- Oxyanthus laxiflorus K.Schum. ex Hutch. & Dalziel
- Oxyanthus ledermannii K.Krause
- Oxyanthus lepidus S.Moore
- Oxyanthus letouzeyanus Sonké
- Oxyanthus mayumbensis R.D.Good
- Oxyanthus montanus Sonké
- Oxyanthus nangensis K.Krause
- Oxyanthus okuensis Cheek & Sonké
- Oxyanthus oliganthus K.Schum.
- Oxyanthus pallidus Hiern
- Oxyanthus pulcher K.Schum.
- Oxyanthus pyriformis (Hochst.) Skeels
- Oxyanthus querimbensis Klotzsch
- Oxyanthus racemosus (Schumach. & Thonn.) Keay
- Oxyanthus robbrechtianus Sonké
- Oxyanthus schumannianus De Wild. & T.Durand
- Oxyanthus setosus Keay
- Oxyanthus smithii Hiern
- Oxyanthus speciosus DC.
- Oxyanthus subpunctatus (Hiern) Keay
- Oxyanthus troupinii Bridson
- Oxyanthus tubiflorus (Andr.) DC.
- Oxyanthus ugandensis Bridson
- Oxyanthus unilocularis Hiern
- Oxyanthus zanguebaricus (Hiern) Bridson

Selon Tropicos (1 septembre 2017) (Attention liste brute contenant possiblement des synonymes) :
- Oxyanthus andjigae Sonké & O. Lachenaud
- Oxyanthus bagshawwi S. Moore
- Oxyanthus barensis K. Krause
- Oxyanthus bremekampii Cavaco
- Oxyanthus brevicaulis K. Krause
- Oxyanthus breviflorus Benth.
- Oxyanthus cymosus Rchb. ex DC.
- Oxyanthus degiorgii De Wild.
- Oxyanthus doucetii Sonké & O. Lachenaud
- Oxyanthus dubius De Wild.
- Oxyanthus formosus Hook. f. ex Planch.
- Oxyanthus fraterculus N. Hallé
- Oxyanthus gerrardii Sond.
- Oxyanthus goetzei K. Schum.
- Oxyanthus gossweileri S. Moore
- Oxyanthus gracilis Hiern
- Oxyanthus haerdii Bridson
- Oxyanthus hirsutus DC.
- Oxyanthus huillensis Nogueira
- Oxyanthus latifolius Sond.
- Oxyanthus laurentii De Wild.
- Oxyanthus laxiflorus K. Schum. ex Hutch. & Dalziel
- Oxyanthus ledermannii K. Krause
- Oxyanthus lepidus S. Moore
- Oxyanthus leptactinus Wernham
- Oxyanthus letouzeyanus Sonké
- Oxyanthus lewisii Sonké & O. Lachenaud
- Oxyanthus litoreus S. Moore
- Oxyanthus longiflorus Lem.
- Oxyanthus longitubus R.D. Good
- Oxyanthus macrophyllus Hiern
- Oxyanthus mayumbensis R.D. Good
- Oxyanthus microphyllus K. Krause
- Oxyanthus molliramis K. Krause
- Oxyanthus mollis Hutch.
- Oxyanthus montanus Sonké
- Oxyanthus monteiroae N.E. Br.
- Oxyanthus nangensis K. Krause
- Oxyanthus natalensis Sond.
- Oxyanthus okuensis Cheek & Sonké
- Oxyanthus oliganthus K. Schum.
- Oxyanthus oxycarpus S. Moore
- Oxyanthus pallidus Hiern
- Oxyanthus platystylis Hiern
- Oxyanthus pulcher K. Schum.
- Oxyanthus pyriformis (Hochst.) Skeels
- Oxyanthus querimbensis Klotzsch
- Oxyanthus racemosa (Schum. & Thonn.) Keay
- Oxyanthus racemosus (Schum. & Thonn.) Keay
- Oxyanthus robbrechtianus Sonké
- Oxyanthus rubiflorus Hiern
- Oxyanthus rubriflorus Hiern
- Oxyanthus sankuruensis De Wild.
- Oxyanthus schlechteri K. Schum.
- Oxyanthus schubotzianus K. Krause
- Oxyanthus schumannianus De Wild. & T. Durand
- Oxyanthus setosus Keay
- Oxyanthus smithii Hiern
- Oxyanthus speciosus DC.
- Oxyanthus stenocarpus K. Schum.
- Oxyanthus subpunctatus (Hiern) Keay
- Oxyanthus sulcatus Hiern
- Oxyanthus sulcatus (?) Hiern
- Oxyanthus swynnertonii S. Moore
- Oxyanthus tenuis Stapf
- Oxyanthus tenuistylus R.D. Good
- Oxyanthus thonningii Benth.
- Oxyanthus troupinii Bridson
- Oxyanthus tubiflorus (Andrews) DC.
- Oxyanthus ugandensis Bridson
- Oxyanthus unilocularis Hiern
- Oxyanthus unyorensis S. Moore
- Oxyanthus versicolor Lindl.
- Oxyanthus villosus G. Don.
- Oxyanthus zanguebaricus (Hiern) Bridson